# Four Embarcadero Center
Four Embarcadero Center – wieżowiec w San Francisco w Stanach Zjednoczonych. Jest najwyższym budynkiem kompleksu Embarcadero Center. Ma prawie 174 metry wysokości i 45 pięter. Daje mu to 7. pozycję w mieście. Nie jest to tylko biurowiec. Znajduje się tutaj także duży parking, oraz duży kompleks handlowy. Zaprojektowała go firma John Portman & Associates. Wykonano go w stylu międzynarodowym. Do najbardziej znanych dzierżawców należą: GATX Corporation, First Union Securities, i Sheppard Mullin Richter.